# Aesch (Zúric)
Aesch és un municipi del cantó de Zúric (Suïssa), cap del districte de Dietikon. Fins al 2001 el nom era Aesch bei Birmensdorf.